# Miragoâne
Miragoâne este o comună din arondismentul Miragoâne, departamentul Nippes, Haiti, cu o suprafață de 185,87 km2 și o populație de 56.864 locuitori (2009).

## Personalități născute aici
- Edgard Leblanc Fils (n. 1955), politician, om de stat.